# Leichtathletik-Weltmeisterschaften 2015/20 km Gehen der Frauen

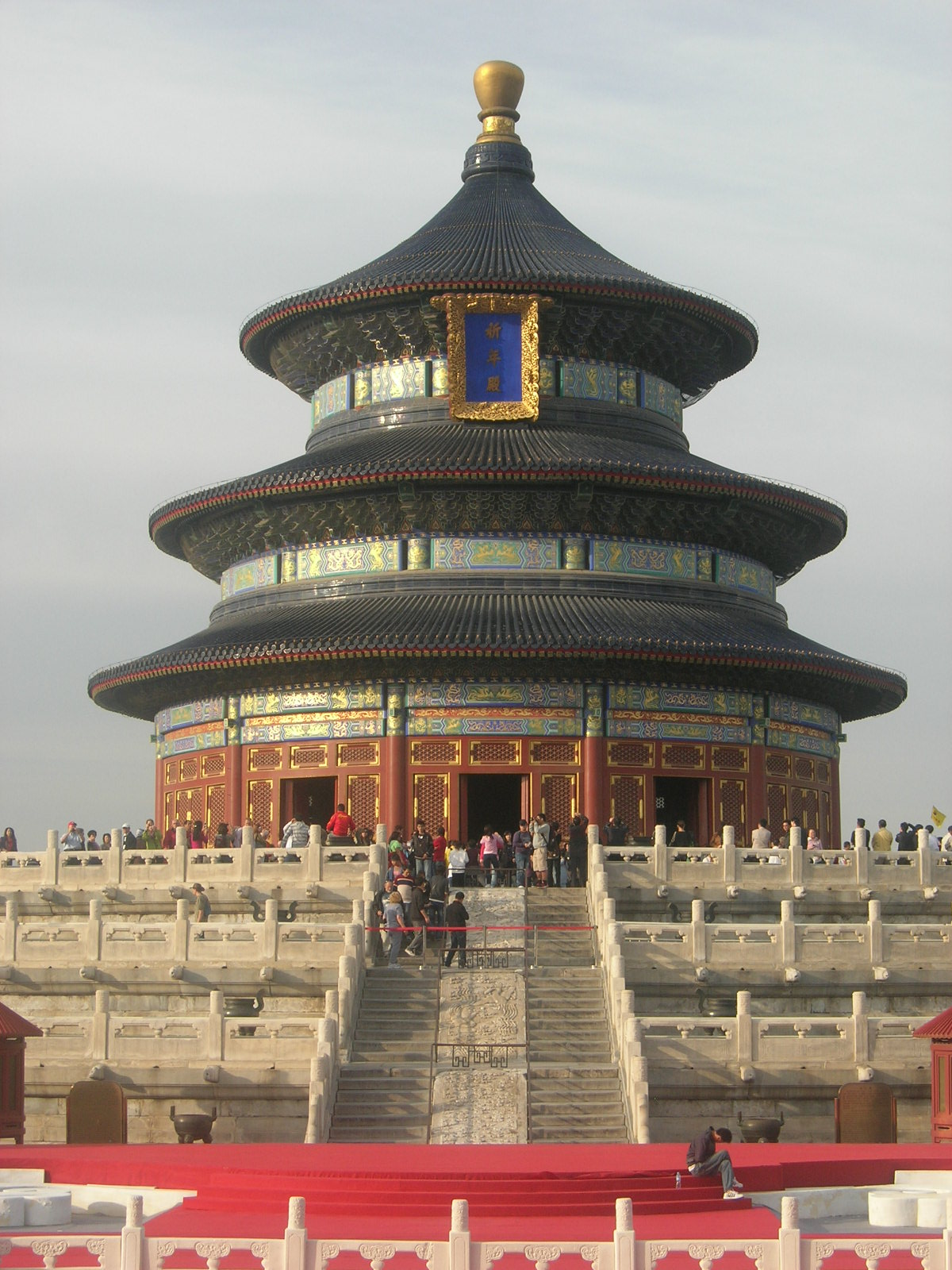
Himmelstempel in Peking

Das 20-km-Gehen der Frauen bei den Leichtathletik-Weltmeisterschaften 2015 wurde am 28. August 2015 in den Straßen der chinesischen Hauptstadt Peking ausgetragen.
In diesem Wettbewerb erzielten die chinesischen Geherinnen einen Doppelsieg. Die zweifache Vizeweltmeisterin (2009/2011) und Olympiadritte von 2012 Liu Hong errang ihren zweiten Weltmeistertitel nach 2011. Sie gewann vor Lü Xiuzhi. Bronze ging an die Vizeeuropameisterin von 2014 Ljudmyla Oljanowska aus der Ukraine.

## Bestehende Rekorde
| Weltrekord               | Liu Hong          | 1:24:38 h | La Coruña, Spanien       | 6. Juni 2015   |
| Weltmeisterschaftsrekord | Olimpiada Iwanowa | 1:25:41 h | WM in Helsinki, Finnland | 7. August 2005 |

Der bestehende WM-Rekord wurde bei diesen Weltmeisterschaften nicht eingestellt und nicht verbessert.
Es wurde ein Landesrekord aufgestellt:

1:33:20 h – Alana Barber, Neuseeland

## Doping
Im Frauengehen kam es zu einem weiteren Dopingfall dieser Weltmeisterschaften. Die Ukrainerin Olena Shumkina wurde wegen der Werte in ihrem biologischen Pass für drei Jahre gesperrt. Sämtliche Resultate seit Mai 2011 wurden annulliert, betroffen davon waren ihre Ergebnisse bei drei Weltmeisterschaften und den Olympischen Spielen 2012.

## Ausgangssituation
Zu den Favoritinnen zählte zunächst einmal die Chinesin Liu Hong, die noch im Juni 2015 einen neuen Weltrekord aufgestellt hatte. Sie war die Weltmeisterin von 2011, WM-Dritte von 2013 und Olympiadritte von 2012. Zu ihren stärksten Gegnerinnen gehörten ihre Landsfrau Lü Xiuzhi, Olympiafünfte von 2012, die italienische WM-Fünfte und Olympiasechste Elisa Rigaudo, die ukrainische Vizeeuropameisterin Ljudmyla Oljanowska und die EM-Dritte Anežka Drahotová aus Tschechien.

## Wettbewerbsverlauf

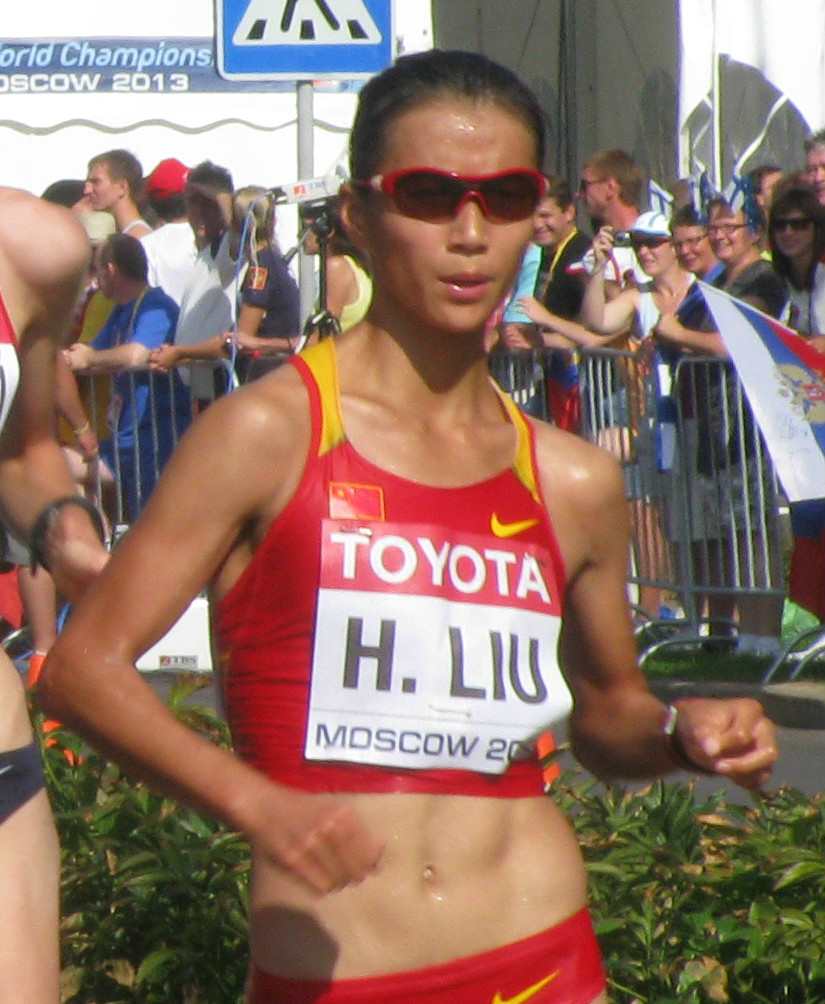
Weltmeisterin Liu Hong

Von Beginn an machten die Chinesinnen Lü Xiuzhi und Liu Hong mit einem für die Verhältnisse in Peking hohen Tempo Druck auf ihre Konkurrentinnen. Zusammen mit Drahotová bildeten sie eine Dreiergruppe, die mit einigen Sekunden Vorsprung an der Spitze lagen. Oljanowska und die Italienerin Eleonora Giorgi fanden sich bald zu einer Verfolgergruppe zusammen. Auch dahinter gab es kein großes Hauptfeld mehr, die Geherinnen bildeten größere oder kleinere Gruppen, in denen sie den Wettbewerb bestritten. Drahotová bekam nach wenigen Kilometern Schwierigkeiten, das Tempo der beiden Chinesinnen zu halten. Bei Kilometer fünf betrug ihr Rückstand zwei Sekunden, mit weiteren fünf Sekunden folgten Giorgi, Oljanowska und auch Rigaudo, die Anschluss an die beiden gefunden hatte. Dahinter ging mit wenigen Sekunden Abstand die Brasilianerin Erica De Sena.
Lü und Liu vergrößerten ihren Vorsprung nun Stück für Stück. Bald waren es mehr als zwanzig Sekunden, während sich hinter ihnen mit Giorgi, Oljanowska, Rigaudo, Drahotová und De Sena eine Fünfergruppe zusammenfand, die allerdings nicht lange Bestand hatte. Drahotová musste auch in dieser Gruppe wieder abreißen lassen und bei Kilometer fünfzehn machte sich Oljanowska auf die alleinige Verfolgung der führenden Chinesinnen. Die Ukrainerin konnte den Abstand sogar um einige Sekunden verkürzen, kam jedoch nicht an die Spitze heran. Die nächsten Verfolgerinnen waren nur noch die beiden Italienerinnen Giorgi und Rigaudo, die jedoch im weiteren Verlauf nach jeweils drei Verwarnungen disqualifiziert wurden. Mit einer halben Minute Rückstand auf Oljanowska folgte die Portugiesin Ana Cabecinha zehn Sekunden vor einer Dreiergruppe mit der Italienerin Antonella Palmisano, De Sena und Drahotová.
Um den Sieg ging es nur noch zwischen Lü und Liu. Oljanowska hatte einen großen Rückstand auf die beiden, lag aber so deutlich vor ihren Verfolgerinnen, dass ihr die Bronzemedaille kaum noch zu nehmen war. Schließlich gelangten die beiden Chinesinnen gemeinsam ins Stadion. Liu Hong hatte jetzt die Führung übernommen und ging zu ihrem zweiten Weltmeistertitel. Lü Xiuzhi erreichte das Ziel als Zweite, die beiden trennte nicht einmal eine Sekunde. Eine knappe halbe Minute hinter ihnen gewann Ljudmyla Oljanowska die Bronzemedaille. Ihr Vorsprung vor der Vierten Ana Cabecinha betrug mehr als eine Minute. Antonella Palmisano kam fünf Sekunden hinter Cabecinha auf den fünften Platz, eine halbe Minute später folgte Erica De Sena als Sechste. Rang sieben ging an die Litauerin Brigita Virbalytė-Dimšienė, Rang acht an die Tschechin Anežka Drahotová.
| Zwischenzeiten | Zwischenzeiten | Zwischenzeiten | Zwischenzeiten |
| Marke          | Zwischenzeit   | Führende | 5-km-Zeit      |
| -------------- | -------------- | --- | -------------- |
| 5 km           | 22:24 min      | Lü, Liu – 2 s vor Drahotová – 7 s vor Giorgi, Oljanowska, Rigaudo 15 s vor De Sena                                         | 22:24 min      |
| 10 km          | 44:19 min      | Lü, Liu – 26 s vor Rigaudo, Oljanowska, Giorgi, De Sena – 29 s vor Drahotová – 39 s vor Cabecinha                          | 21:55 min      |
| 15 km          | 1:06:24 h      | Lü, Liu – 21 s vor Oljanowska – 23 s vor Giorgi, Rigaudo – 55 s vor Cabecinha – 1:04 min vor Palmisano, De Sena, Drahotová | 22:05 min      |
| 20 km          | 1:27:34 h      | Liu Hong | 21:10 min      |

## Ergebnis

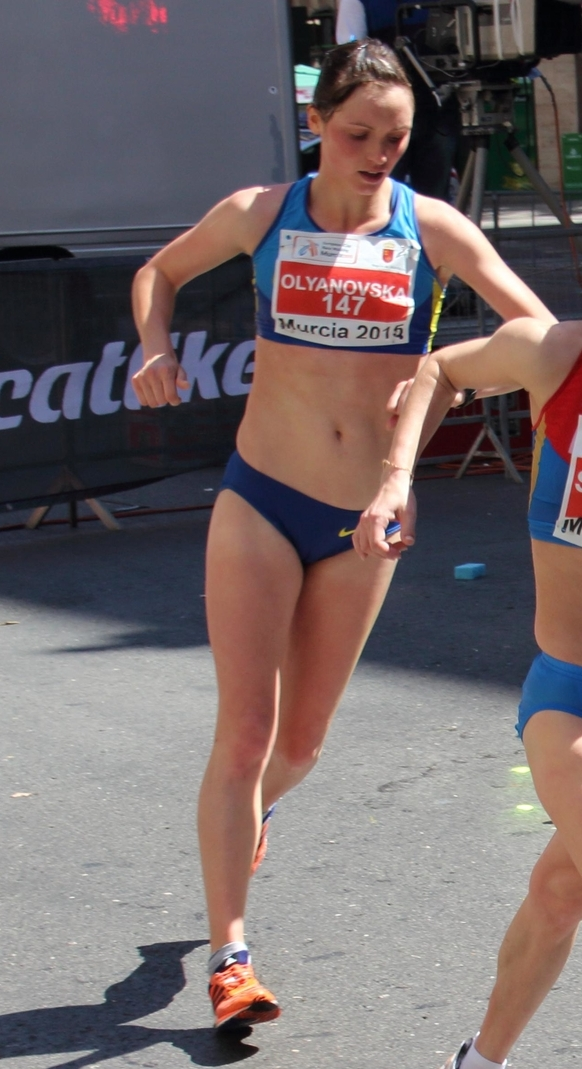
Bronzemedaillengewinnerin Ljudmyla Oljanowska

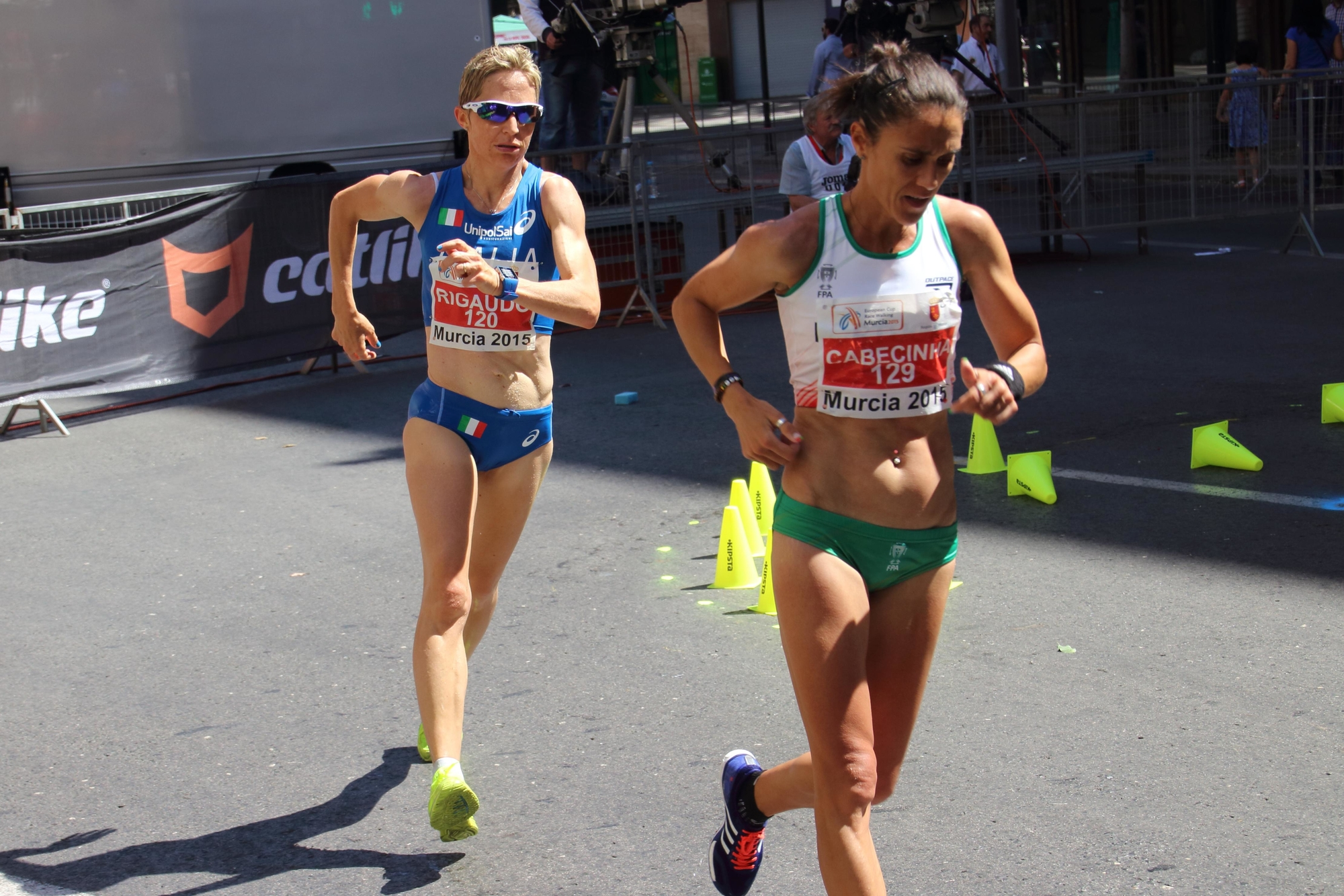
Ana Cabecinha, Portugal (rechts) – Platz vier
Elisa Rigaudo, Italien – disqualifiziert

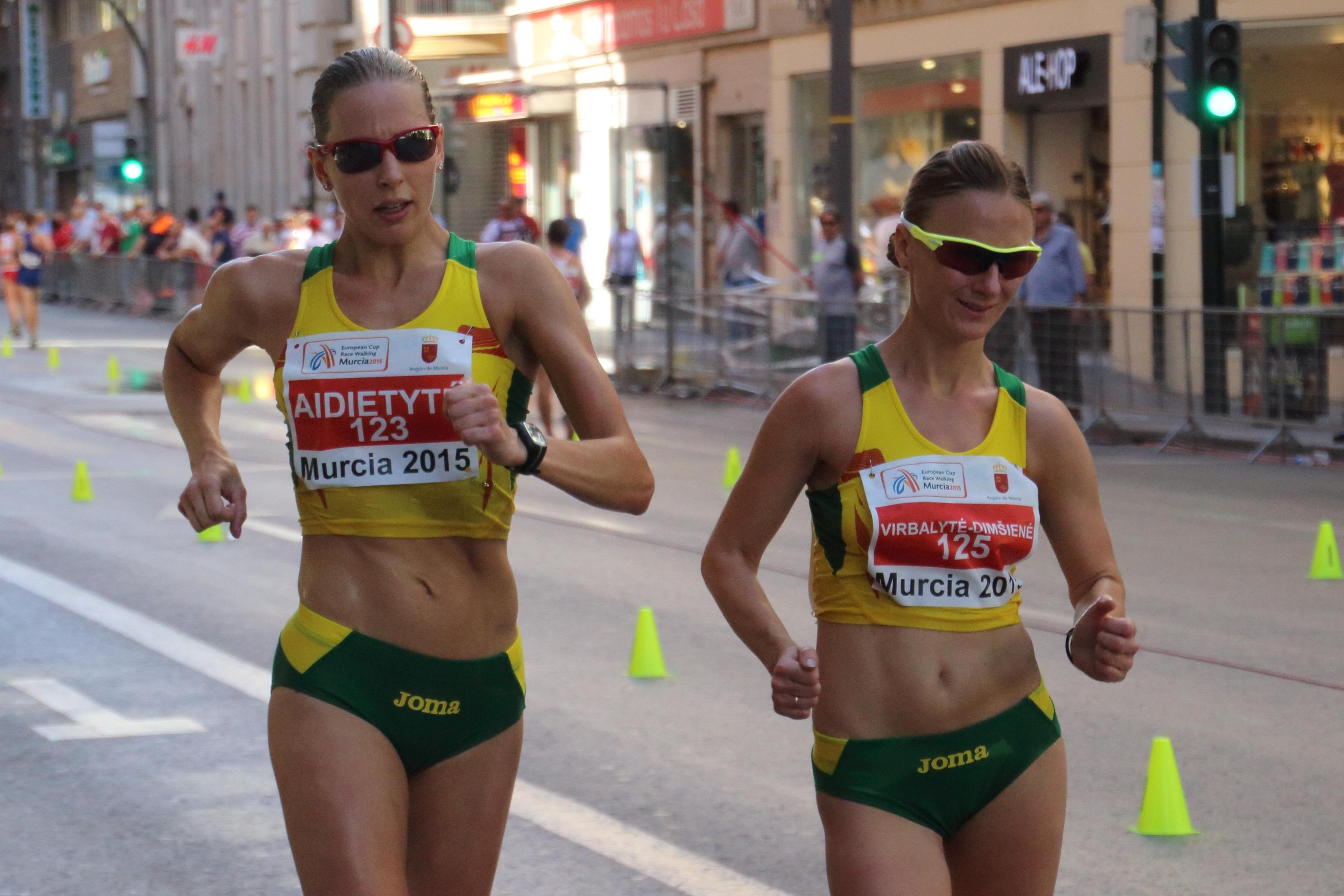
Brigita Virbalytė-Dimšienė (rechts) – Platz sieben
Neringa Aidietytė – disqualifiziert

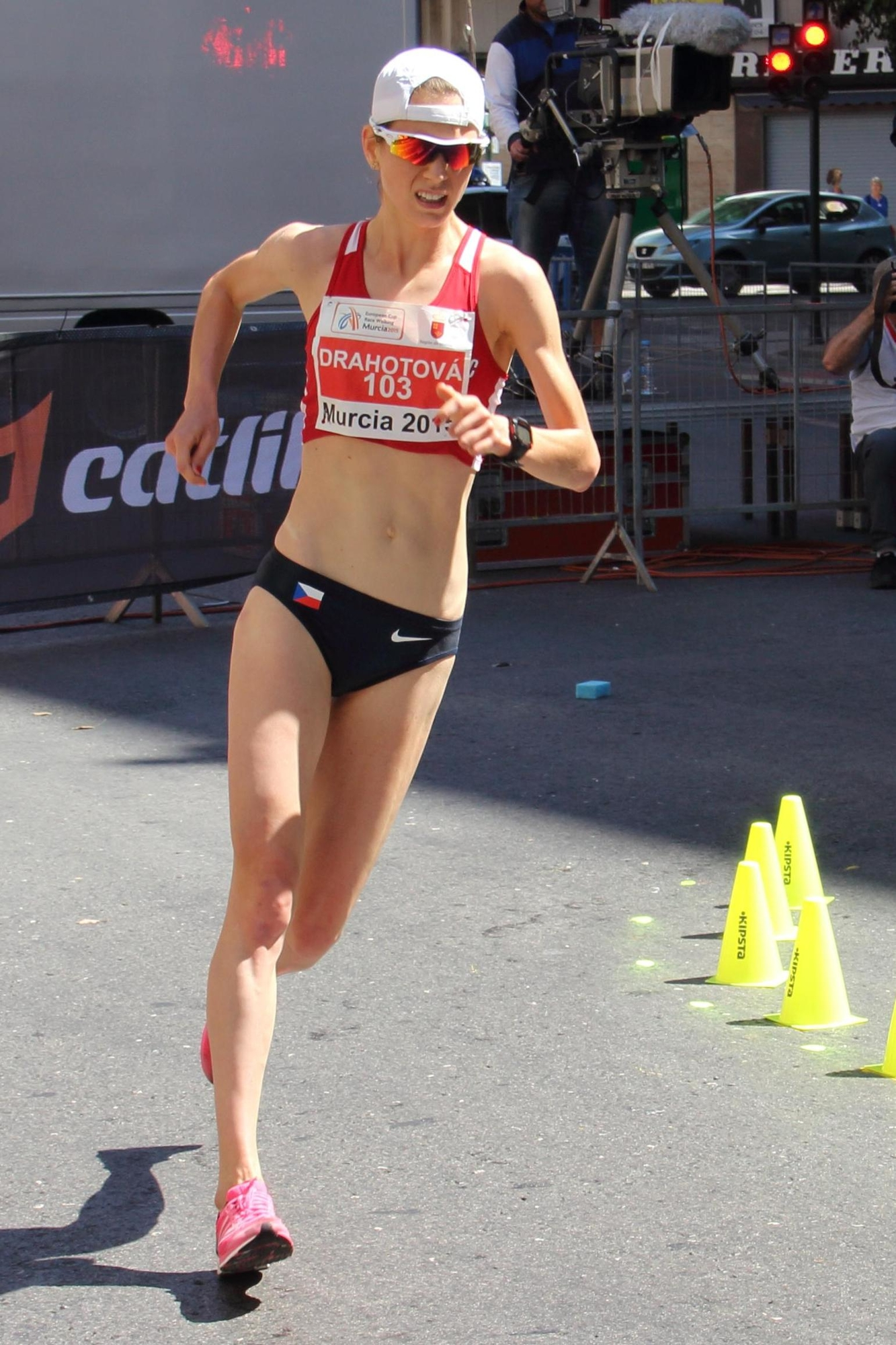
Anežka Drahotová belegte Rang acht

28. August 2015, 8:30 Uhr Ortszeit Ortszeit (2:30 Uhr MESZ)
| Platz | Athletin                   | Land                | Zeit (h)   | Verwarnungen       |
| ----- | -------------------------- | ------------------- | ---------- | ------------------ |
|       | Liu Hong                   | Volksrepublik China | 1:27:45    |                    |
|       | Lü Xiuzhi                  | Volksrepublik China | 1:27:45    | Bod                |
|       | Ljudmyla Oljanowska        | Ukraine             | 1:28:13    |                    |
| 04    | Ana Cabecinha              | Portugal            | 1:29:29    | Bod                |
| 05    | Antonella Palmisano        | Italien             | 1:29:34    |                    |
| 06    | Érica de Sena              | Brasilien           | 1:30:06    |                    |
| 07    | Brigita Virbalytė-Dimšienė | Litauen             | 1:30:20 PB |                    |
| 08    | Anežka Drahotová           | Tschechien          | 1:30:32    | Bod                |
| 09    | Alejandra Ortega           | Mexiko              | 1:31:04 PB |                    |
| 10    | María José Poves           | Spanien             | 1:31:06 SB |                    |
| 11    | Nadija Borowska            | Ukraine             | 1:31:18    | Bod                |
| 12    | Mirna Ortiz                | Guatemala           | 1:31:32    | Bod                |
| 13    | Rachel Seaman              | Kanada              | 1:31:39    |                    |
| 14    | Raquel González            | Spanien             | 1:32:00    |                    |
| 15    | Viktória Madarász          | Ungarn              | 1:32:01    | Bod                |
| 16    | Paola Pérez                | Ecuador             | 1:32:12    | Bod                |
| 17    | Nie Jingjing               | Volksrepublik China | 1:32:40    |                    |
| 18    | Alana Barber               | Neuseeland          | 1:33:20 NR | Bod                |
| 19    | Sandra Arenas              | Kolumbien           | 1:33:24    |                    |
| 20    | Maria Michta-Coffey        | Vereinigte Staaten  | 1:33:24    |                    |
| 21    | Vera Santos                | Portugal            | 1:34:01    | Bod                |
| 22    | Wendy Cornejo              | Bolivien            | 1:34:12 PB |                    |
| 23    | Inês Henriques             | Portugal            | 1:34:47    | Bod                |
| 24    | Claudia Ștef               | Rumänien            | 1:34:51    |                    |
| 25    | Kumiko Okada               | Japan               | 1:34:56    |                    |
| 26    | Miranda Melville           | Vereinigte Staaten  | 1:35:19    |                    |
| 27    | Jeon Yeongeun              | Südkorea            | 1:35:48    | Bod                |
| 28    | Maritza Poncio             | Guatemala           | 1:35:53    | Bod                |
| 29    | Cisiane Lopes              | Brasilien           | 1:36:06    |                    |
| 30    | Maria Czaková              | Slowakei            | 1:36:08    |                    |
| 31    | Emilie Menuet              | Frankreich          | 1:36:17    |                    |
| 32    | Laura García-Caro          | Spanien             | 1:36:22    |                    |
| 33    | Laura Polli                | Schweiz             | 1:36:26 SB |                    |
| 34    | Rachel Tallent             | Australien          | 1:36:27    |                    |
| 35    | Jeong Eun-lee              | Südkorea            | 1:36:52    |                    |
| 36    | Lucie Pelantová            | Tschechien          | 1:38:34    |                    |
| 37    | Khushbir Kaur              | Indien              | 1:38:53    |                    |
| 38    | Agnieszka Dygacz           | Polen               | 1:39:06    |                    |
| 39    | Mayra Carolina Herrera     | Guatemala           | 1:39:23    |                    |
| 40    | Marie Polli                | Schweiz             | 1:39:49    |                    |
| 41    | Mária Gáliková             | Slowakei            | 1:40:06    | Knie               |
| DNF   | Kimberly García            | Peru                |            |                    |
| DSQ   | Beki Smith                 | Australien          |            | Bod / Bod / Bod    |
| DSQ   | Claudia Balderrama         | Bolivien            |            | Knie / Knie / Knie |
| DSQ   | Sapana Sapana              | Indien              |            | Knie / Knie / Knie |
| DSQ   | Eleonora Giorgi            | Italien             |            | Bod / Bod / Bod    |
| DSQ   | Elisa Rigaudo              | Italien             |            | Bod / Bod / Bod    |
| DSQ   | Neringa Aidietytė          | Litauen             |            | Knie / Knie / Bod  |
| DOP   | Olena Shumkina             | Ukraine             |            |                    |
| DNS   | Kelly Ruddick              | Australien          | 1:40:06    |                    |

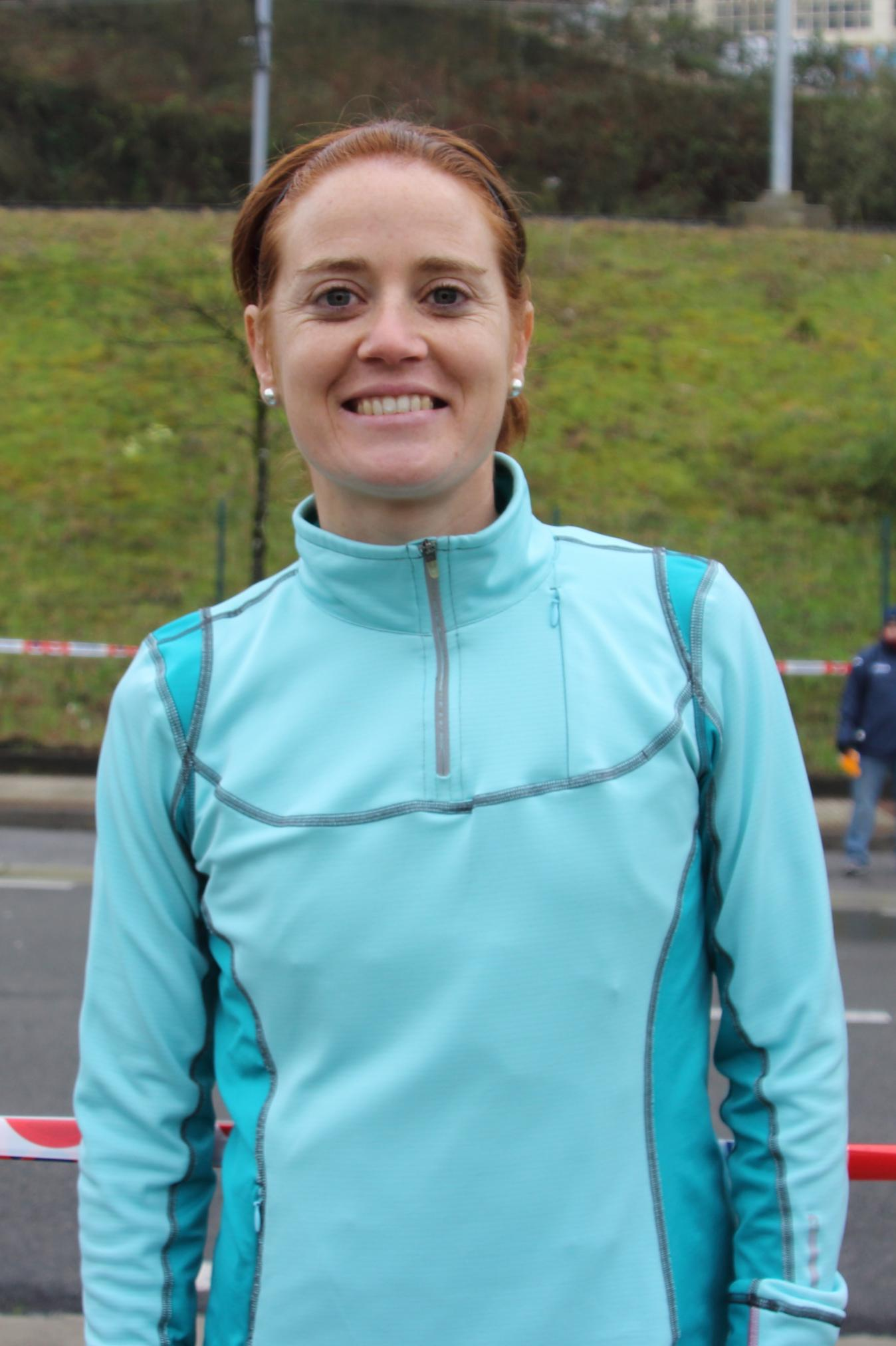
María José Poves kam auf den zehnten Platz
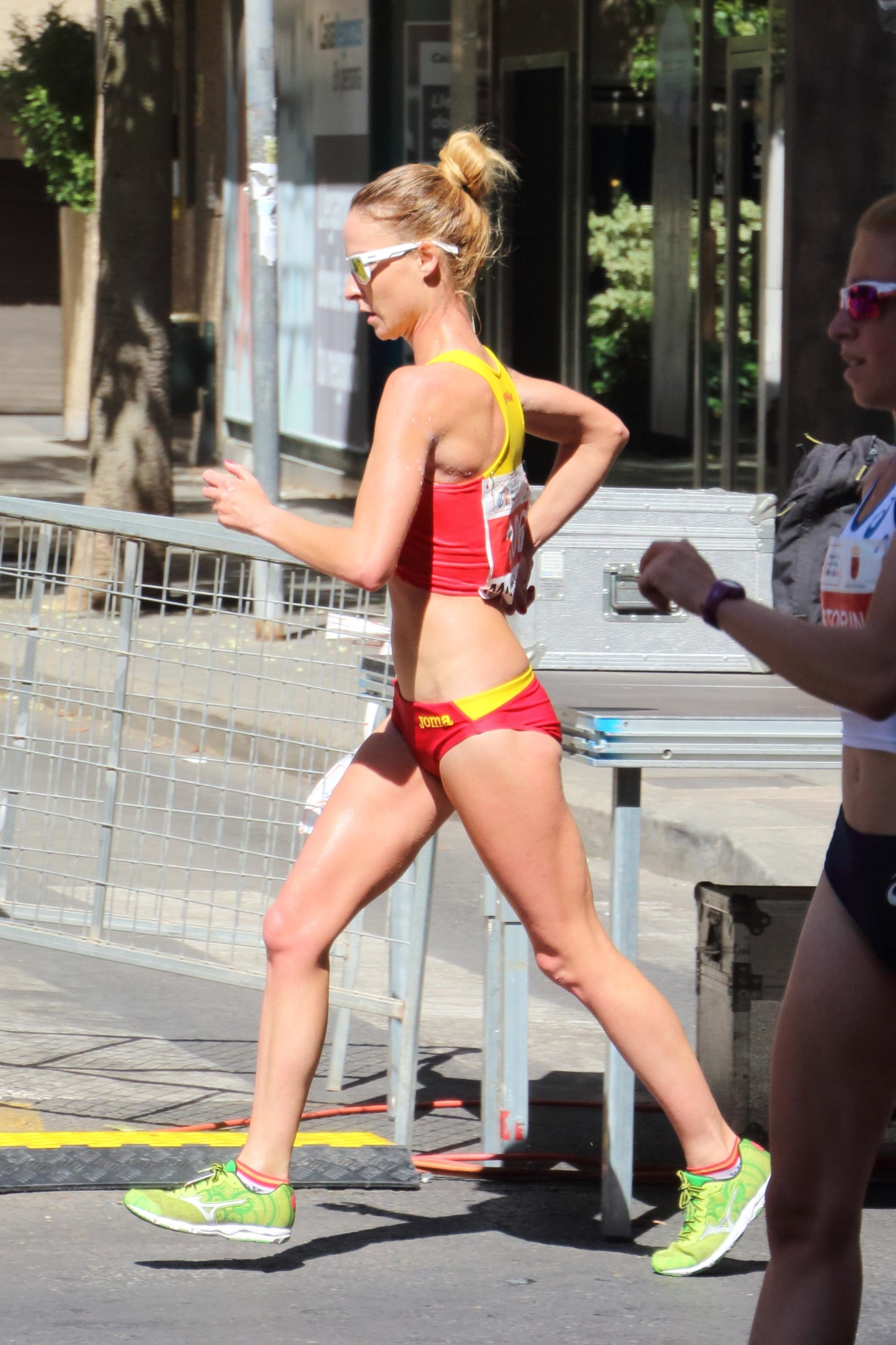
RaquelGonzález – Platz vierzehn
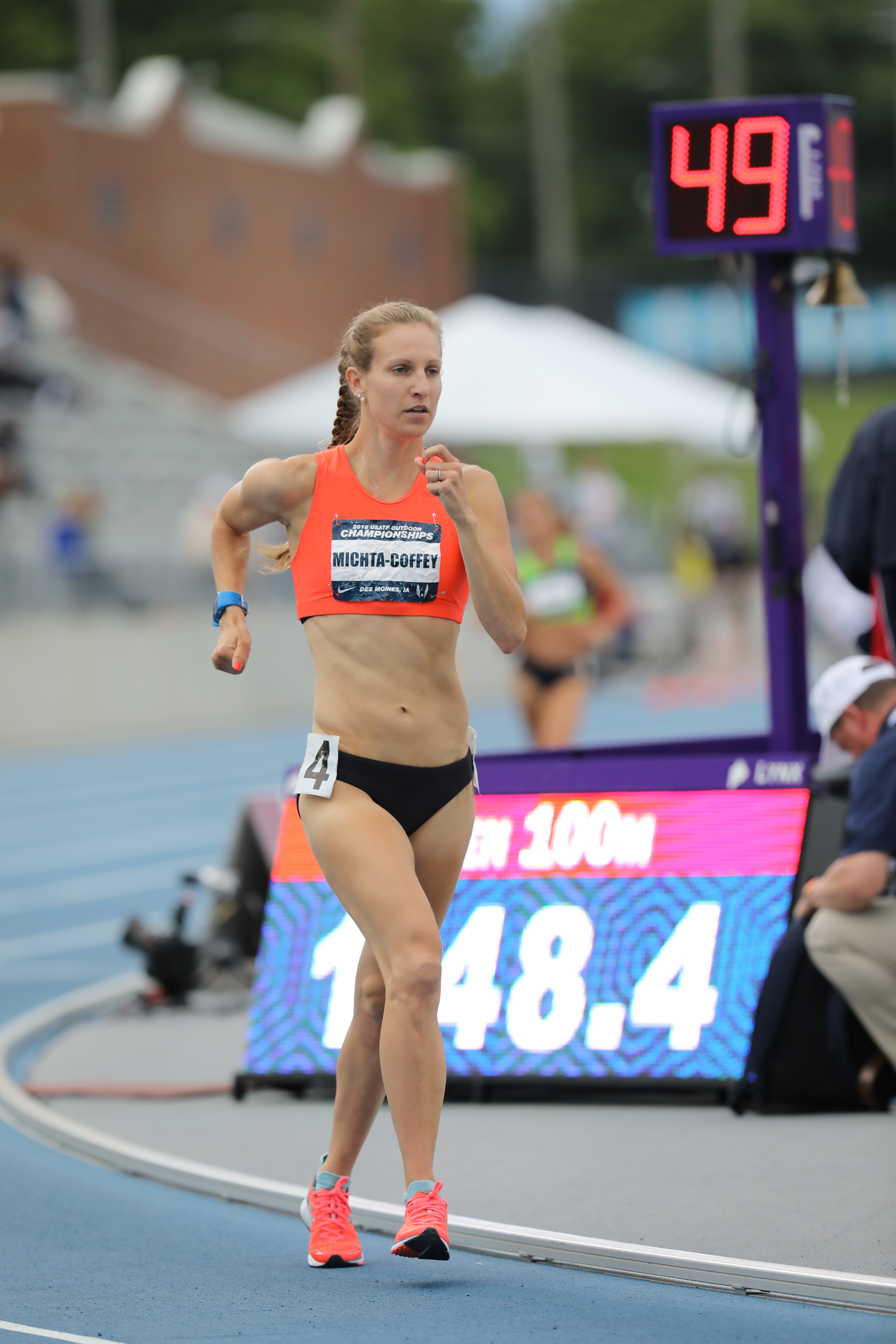
Maria Michta-Coffey – Platz zwanzig
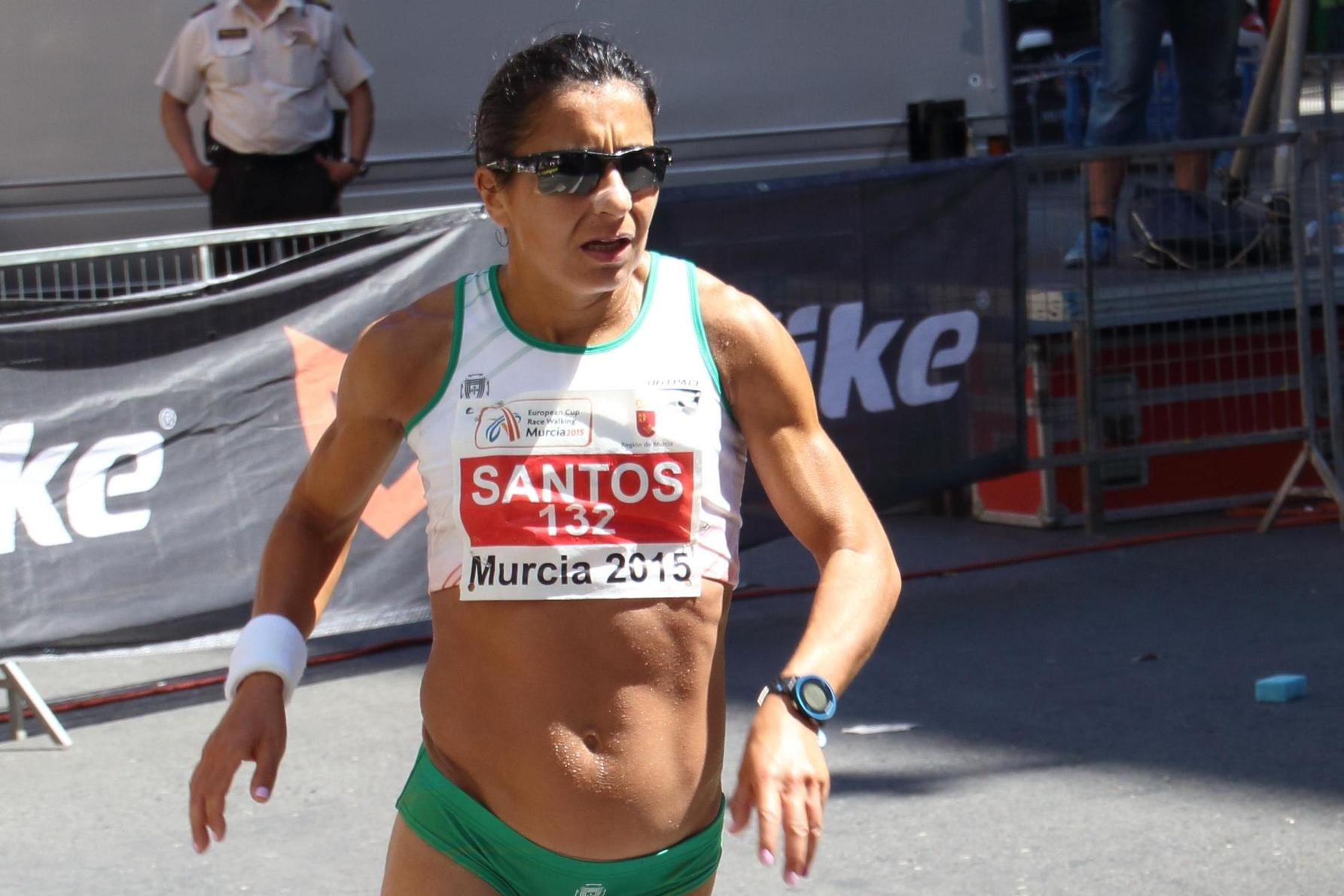
Vera Santos – Platz 21
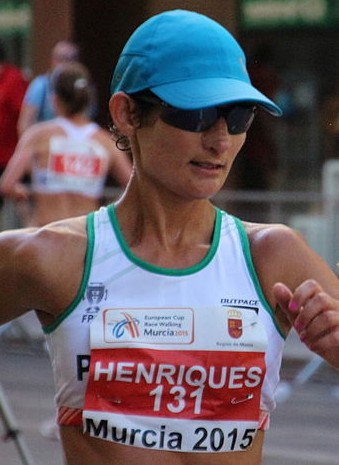
Inês Henriques – Platz 23
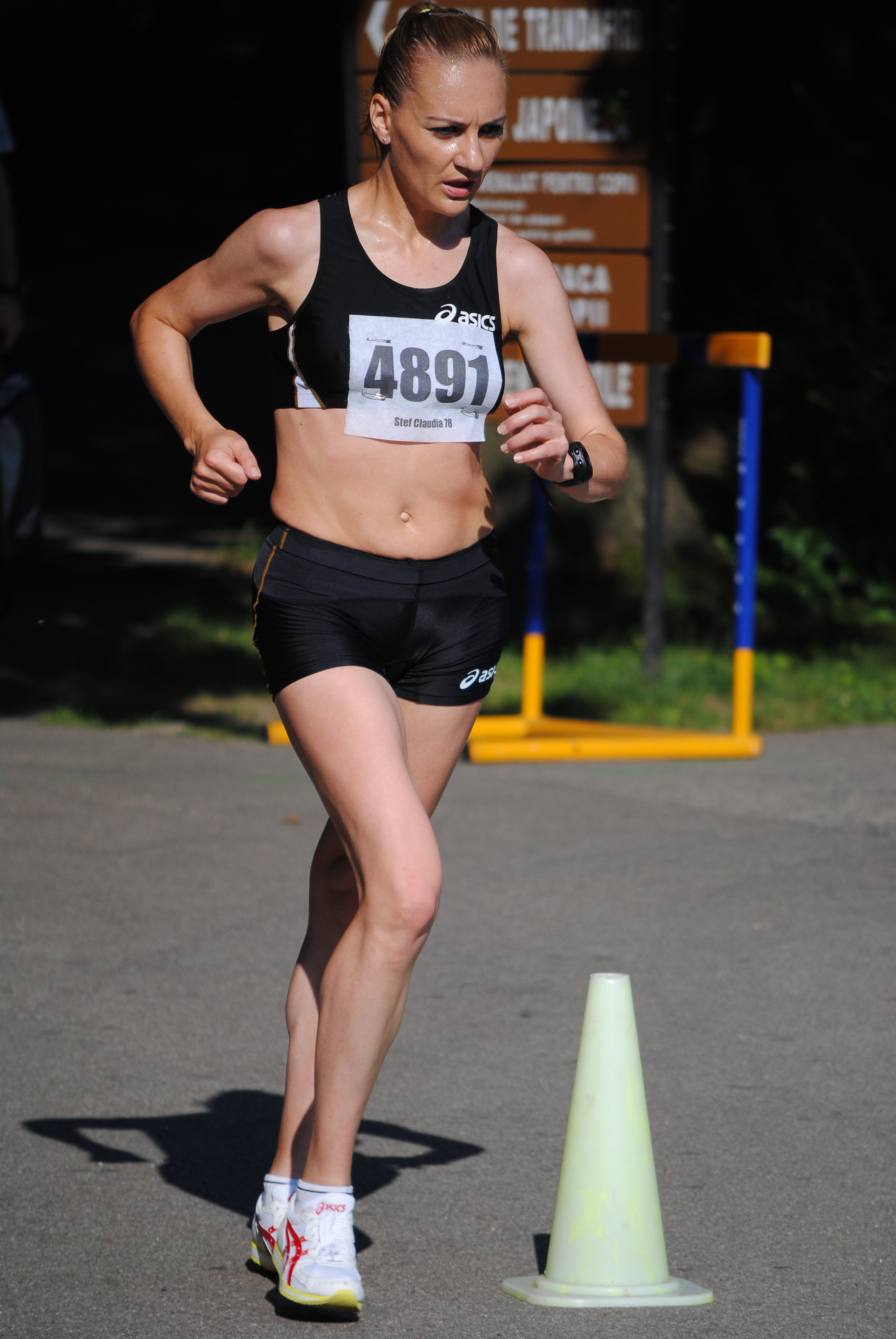
Claudia Ștef – Platz 24
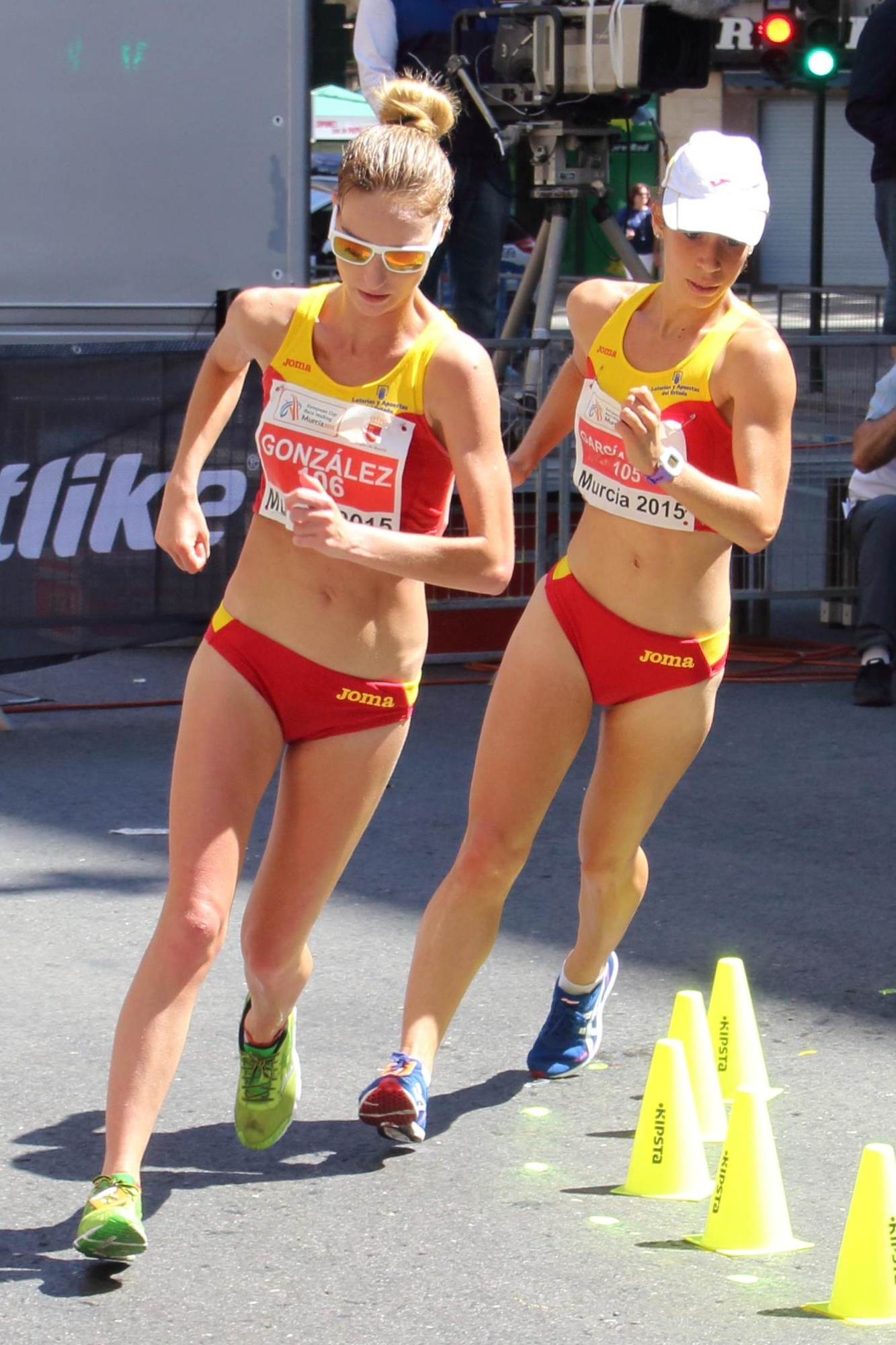
Laura García-Caro (links) – Platz 32
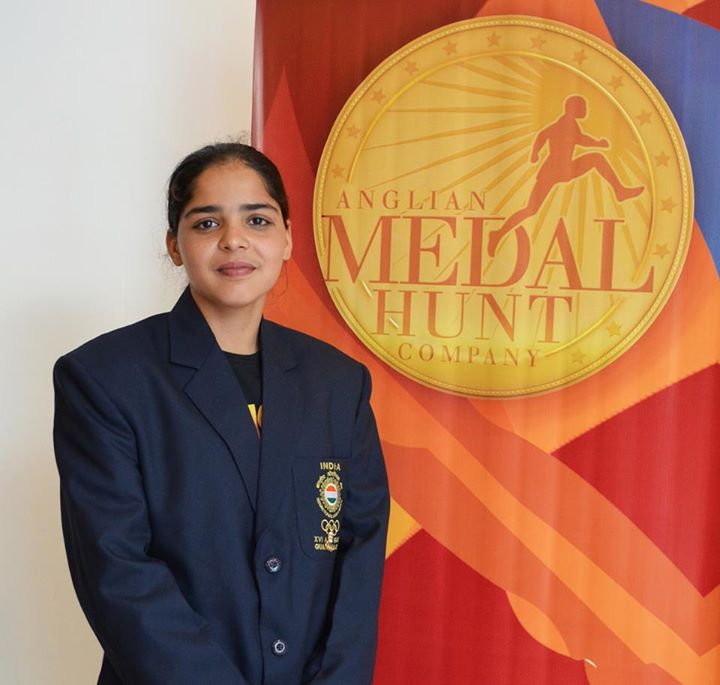
Khushbir Kaur – Platz 37
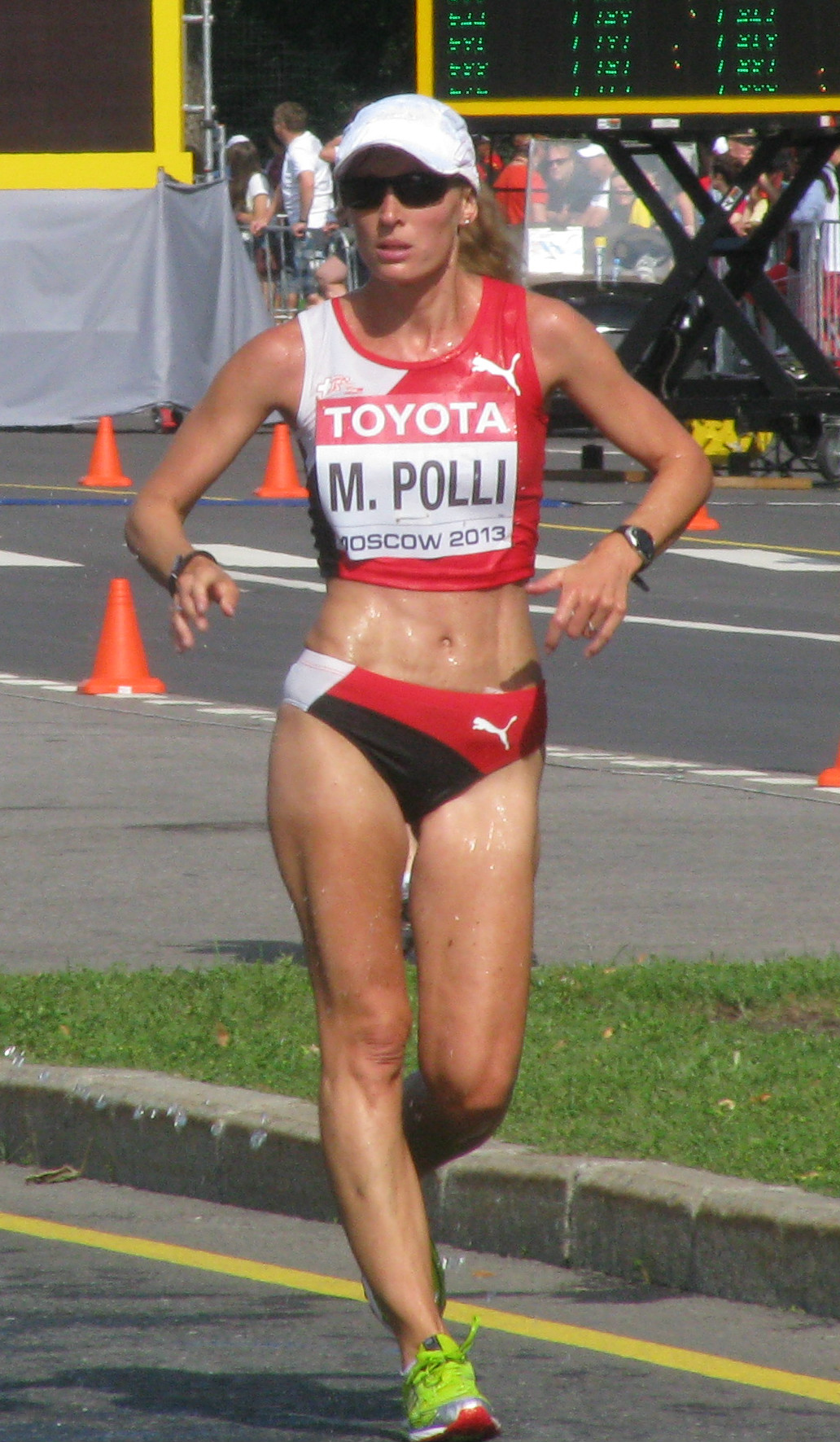
Marie Polli – Platz vierzig
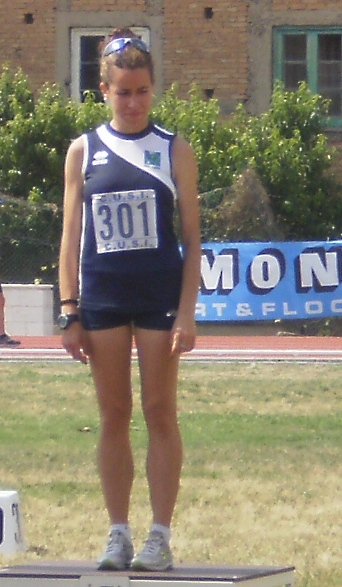
Eleonora Giorgi – disqualifiziert
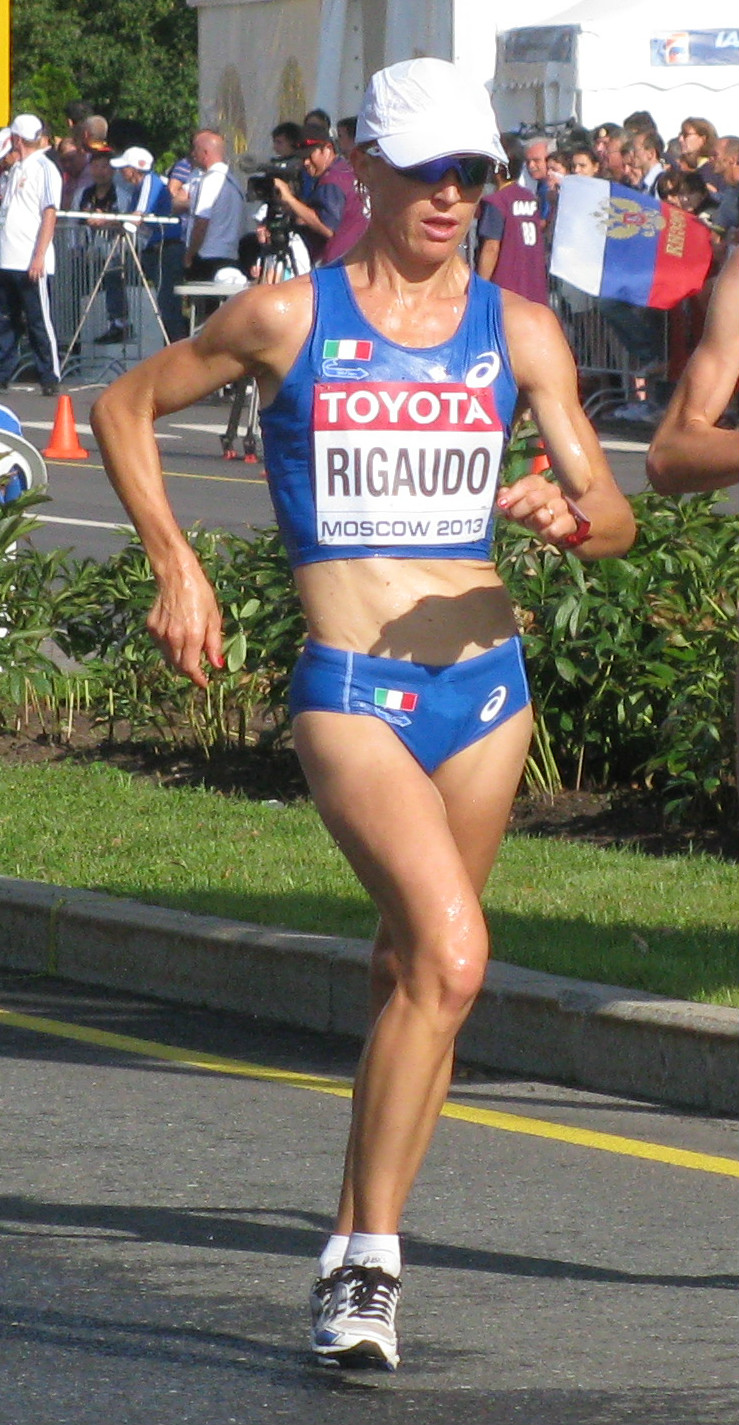
Elisa Rigaudo – disqualifiziert
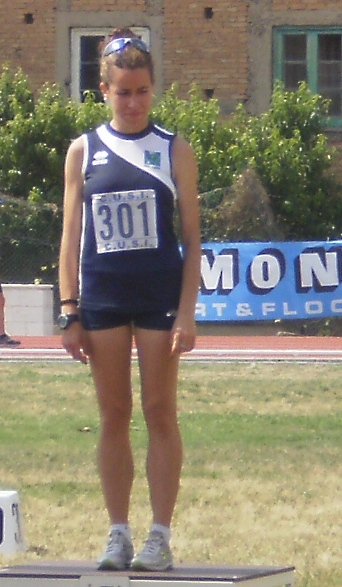
Eleonora Giorgi – disqualifiziert
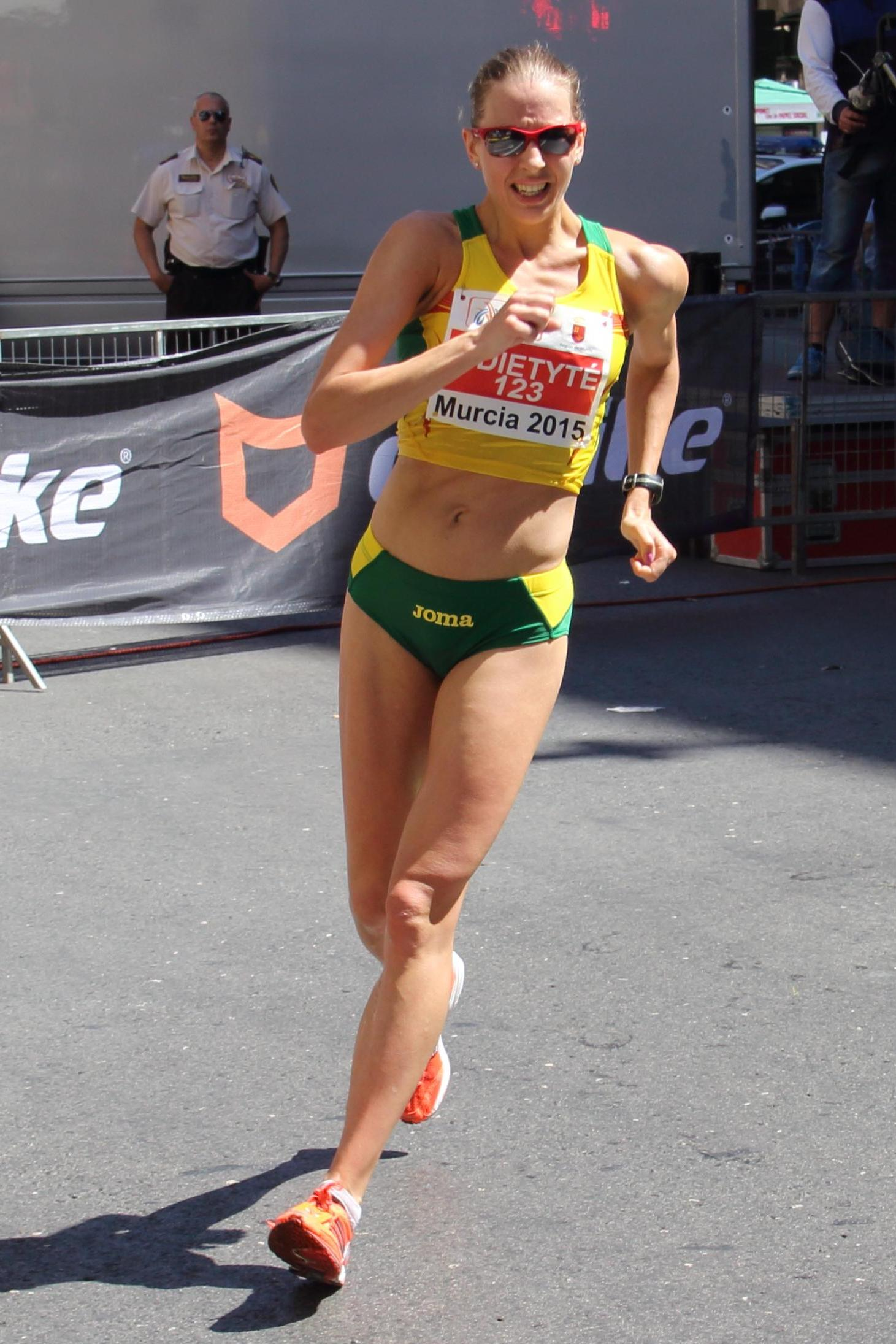
Neringa Aidietytė – disqualifiziert
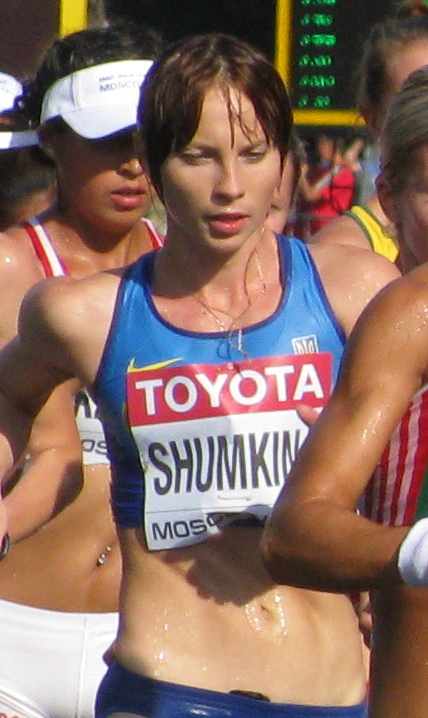
Dopingsünderin Olena Shumkina

## Video
- 4x400m women relay IAAF World Athletics Championships 2015 Beijing, youtube.com, abgerufen am 21. Februar 2021